# Marktheidenfeld

Blick auf Marktheidenfeld 1896

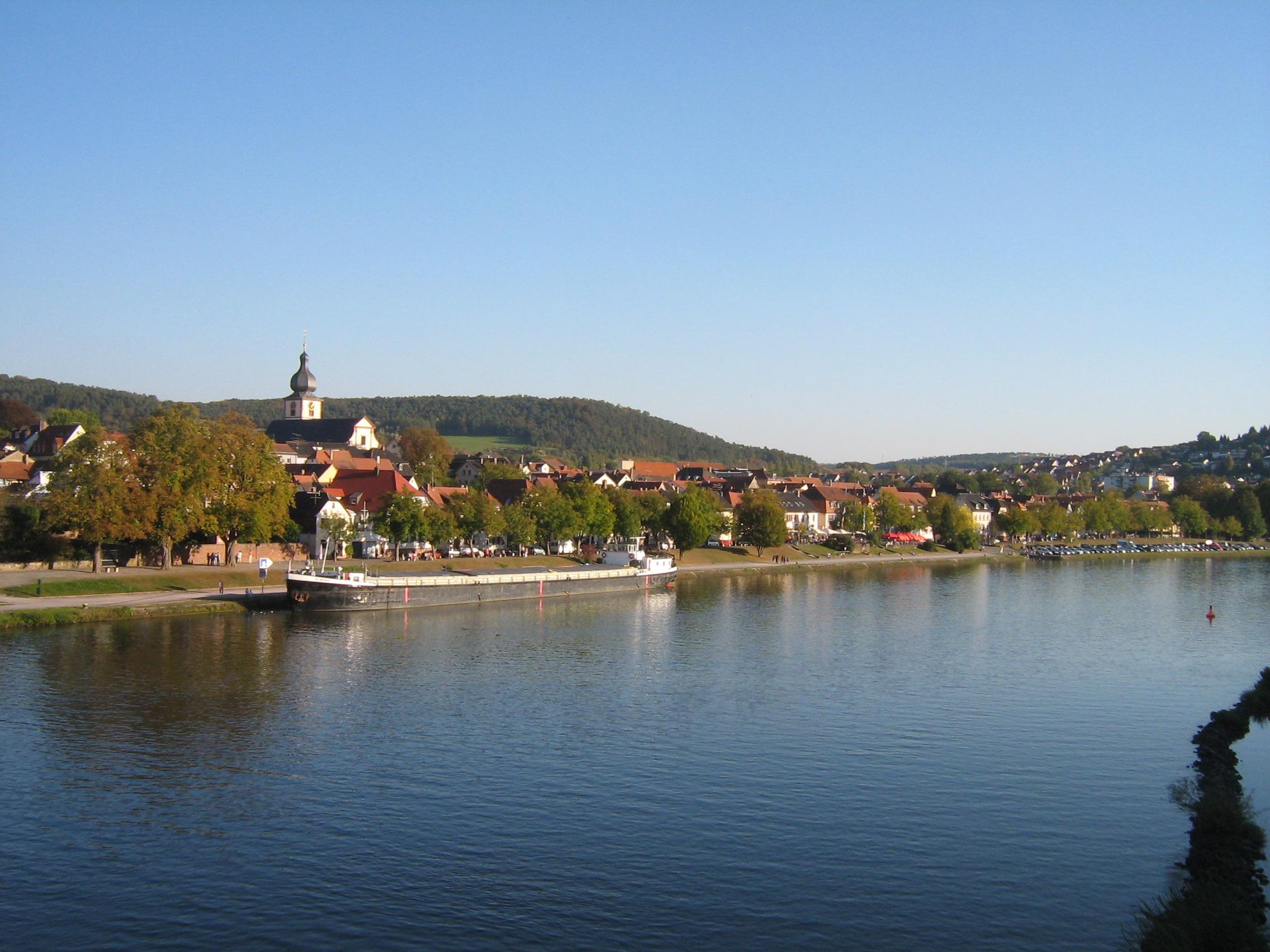
Blick auf Marktheidenfeld 2011

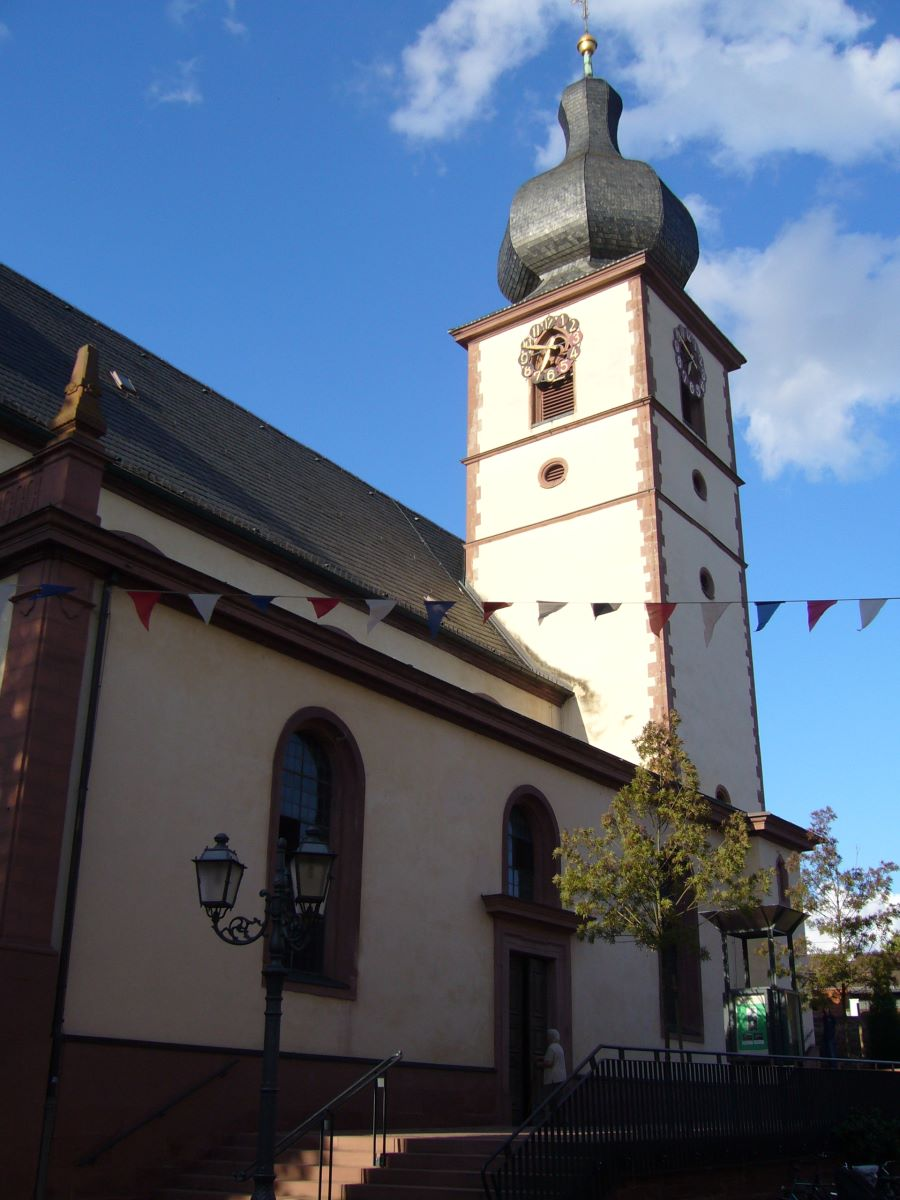
Pfarrkirche St. Laurentius

Marktheidenfeld ist eine Stadt im unterfränkischen Landkreis Main-Spessart. Die Stadt ist Sitz, aber nicht Mitglied der Verwaltungsgemeinschaft Marktheidenfeld.

## Geographie

### Lage
Die Kleinstadt liegt am Mainviereck an der Ostseite des Spessarts, geologisch an der Nahtstelle des Spessart-Rotsandsteingebiets zum Muschelkalkgebiet der Fränkischen Platte, die zwischen dem Mainviereck und dem Maindreieck auch als Marktheidenfelder Platte bezeichnet wird. Der topographisch höchste Punkt der Stadt befindet sich mit 376 m ü. NHN am Madenberg, nördlich von Michelrieth, der niedrigste liegt im Main auf 142 m ü. NHN.

### Gemeindegliederung
Marktheidenfeld hat sieben Gemeindeteile (in Klammern ist der Siedlungstyp angegeben):
- Altfeld (Dorf)
- Eichenfürst (Weiler)
- Glasofen (Kirchdorf)
- Haunermühle (Einöde)
- Marienbrunn (Kirchdorf)
- Marktheidenfeld (Hauptort)
- Michelrieth (Pfarrdorf)
- Oberwittbach (Dorf)
- Zimmern (Pfarrdorf)

### Nachbargemeinden
- Triefenstein
- Kreuzwertheim
- Schollbrunn
- Esselbach
- Hafenlohr
- Rothenfels
- Neustadt am Main
- Roden
- Karbach
- Erlenbach bei Marktheidenfeld

## Geschichte
Im Zuge der Verwaltungsreformen in Bayern entstand mit dem Gemeindeedikt von 1818 die heutige Gemeinde. Für die Geschichte bis zur Gemeindebildung siehe Marktheidenfeld (Marktheidenfeld)#Bis zur Gemeindebildung.

### 20. Jahrhundert
Während des Novemberpogroms 1938 kam es zu Ausschreitungen, bei denen mehrere jüdische Einwohner festgenommen und ins Gefängnis in Lohr eingeliefert wurden. Deren Eigentum wurde enteignet oder verkauft. Die obdachlosen jüdischen Bürger wurden zwangsweise im „Judenhaus“ in der Untertorstraße untergebracht. Anfang 1942 lebten noch neun jüdische Personen am Ort, diese wurden nach Izbica bei Lublin deportiert und dort ermordet. Insgesamt wurden 18 jüdische Bewohner Opfer des NS-Regimes. Seit 2018 erinnert eine stählernen „Koffer-Skulptur“ an die deportierten jüdischen Bürger. 2022 wurden vom Künstler Gunter Demnig zwölf Stolpersteine verlegt, die an die Opfer erinnern.
Am 8. April 1948 wurde Marktheidenfeld, das nach dem Krieg durch den Zuzug von Heimatvertriebenen rasch wuchs, zur Stadt erhoben. Mit der Auflösung des Landkreises Marktheidenfeld kam dessen Kreisstadt am 1. Juli 1972 in den neu gebildeten Landkreis Mittelmain, der zehn Monate später seinen endgültigen Namen Landkreis Main-Spessart erhielt.

### Eingemeindungen
Im Zuge der Gebietsreform in Bayern wurde am 1. Januar 1972 die Gemeinde Glasofen eingegliedert. Zimmern kam am 1. Juli 1974 hinzu. Es folgten Marienbrunn am 1. Januar 1975 sowie Altfeld (mit den am 1. Juli 1972 eingegliederten Orten Michelrieth und Oberwittbach) am 1. Januar 1976.

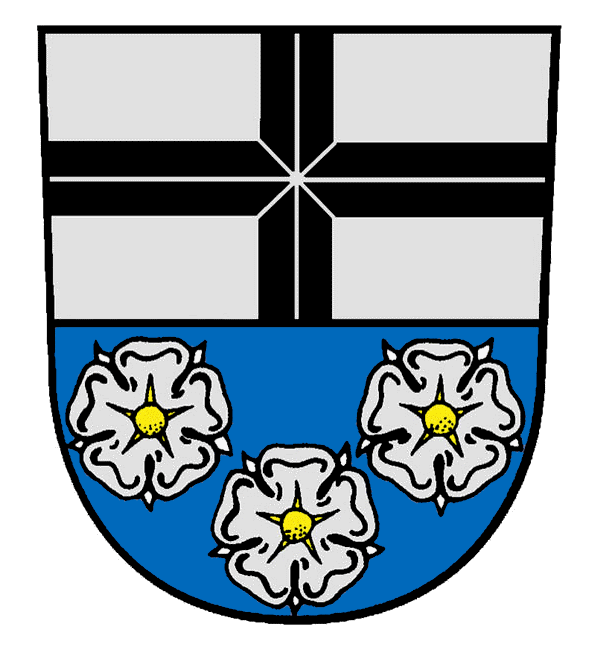
Altfeld
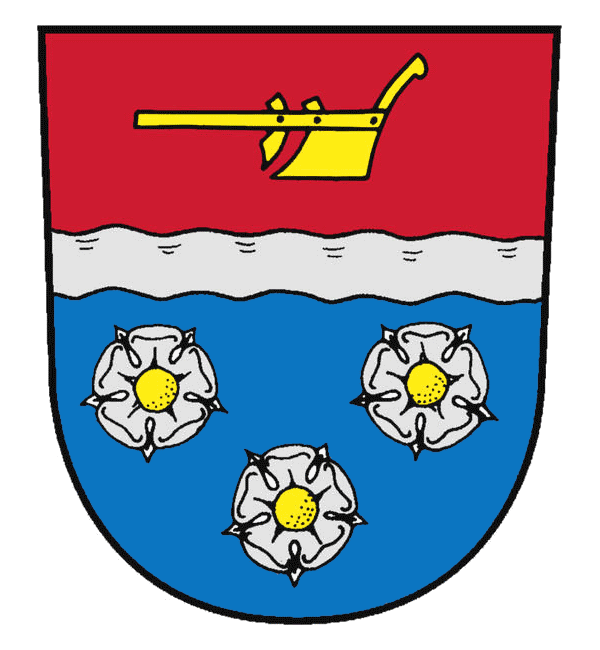
Glasofen
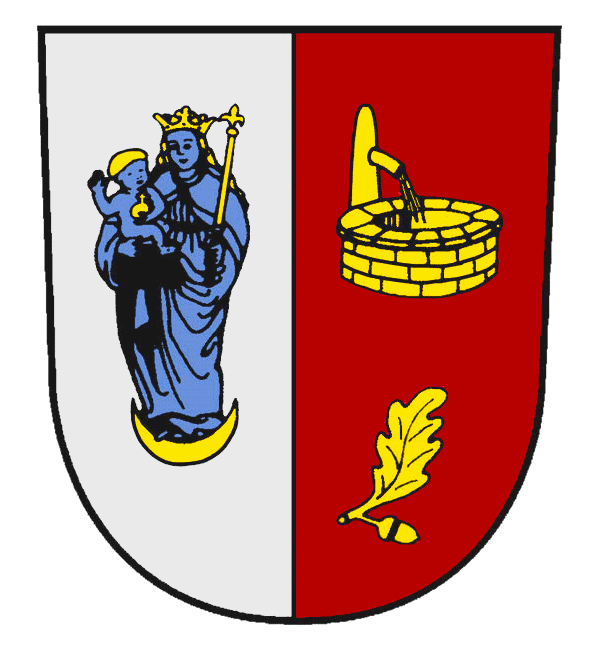
Marienbrunn
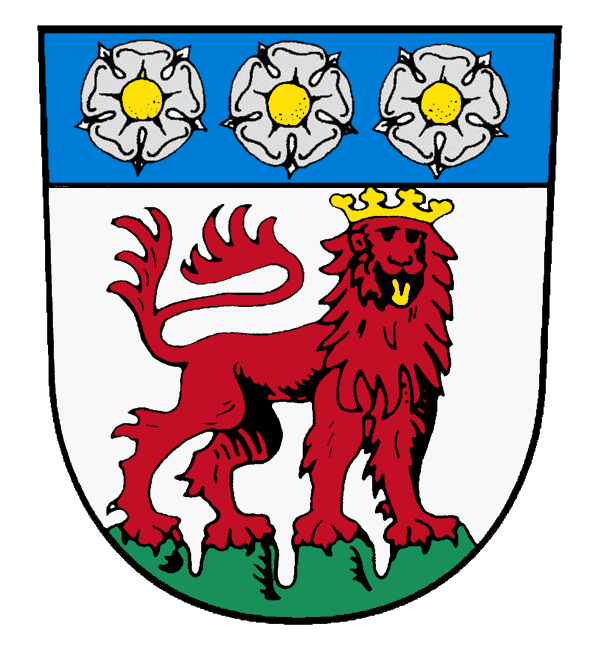
Michelrieth
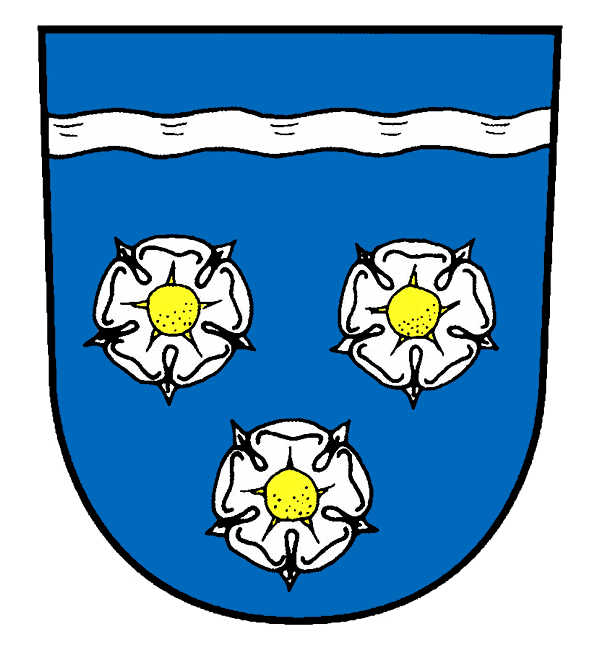
Oberwitt- bach
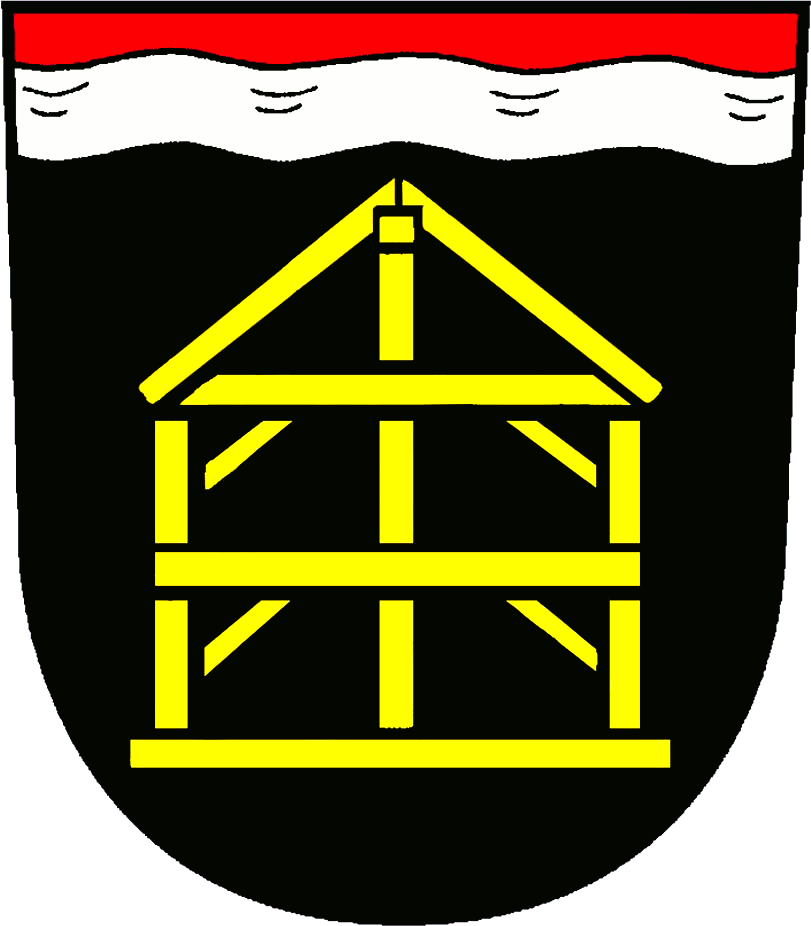
Zimmern

### Einwohnerentwicklung
Im Zeitraum 2010 bis 2019 stieg die Einwohnerzahl um 246 Einwohner bzw. um 2,2 %.
Heutiges Stadtgebiet
- 1961: 06.849 Einwohner
- 1970: 08.364 Einwohner
- 1987: 09.421 Einwohner
- 1991: 10.207 Einwohner
- 1995: 10.593 Einwohner
- 2000: 10.803 Einwohner
- 2005: 11.091 Einwohner
- 2010: 10.901 Einwohner
- 2015: 10.967 Einwohner
- 2019: 11.213 Einwohner (Stand: 31.12.)

Verteilung der Gesamteinwohner auf Kernstadt und Stadtteile:
| Stadtteil                   | Einwohner |
| --------------------------- | --------- |
| Marktheidenfeld (Kernstadt) | 8.853     |
| Altfeld                     | 792       |
| Glasofen                    | 446       |
| Marienbrunn                 | 357       |
| Michelrieth                 | 536       |
| Oberwittbach                | 150       |
| Zimmern                     | 505       |
| (Stand: 31.12.2015)         |           |

Am 31. Dezember 2015 wohnten 8853 Einwohner (76 %) in der Kernstadt, 2786 Einwohner (24 %) in den übrigen sechs Stadtteilen. Die Gesamtzahl betrug 11.639 Einwohner.
Am 31. Dezember 2019 gab es 2769 Wohngebäude in Marktheidenfeld und insgesamt 5714 Wohnungen mit einer durchschnittlichen Wohnfläche von 100,7 m².
Altersstruktur der Marktheidenfelder Bevölkerung (Stand: 31. Dezember 2019):
- Alter bis 18 Jahre: 1.647 (15 % der Bevölkerung)
- 19–64 Jahre: 6.685 (60 %)
- 65 Jahre oder mehr: 2.881 (26 %)

## Religion

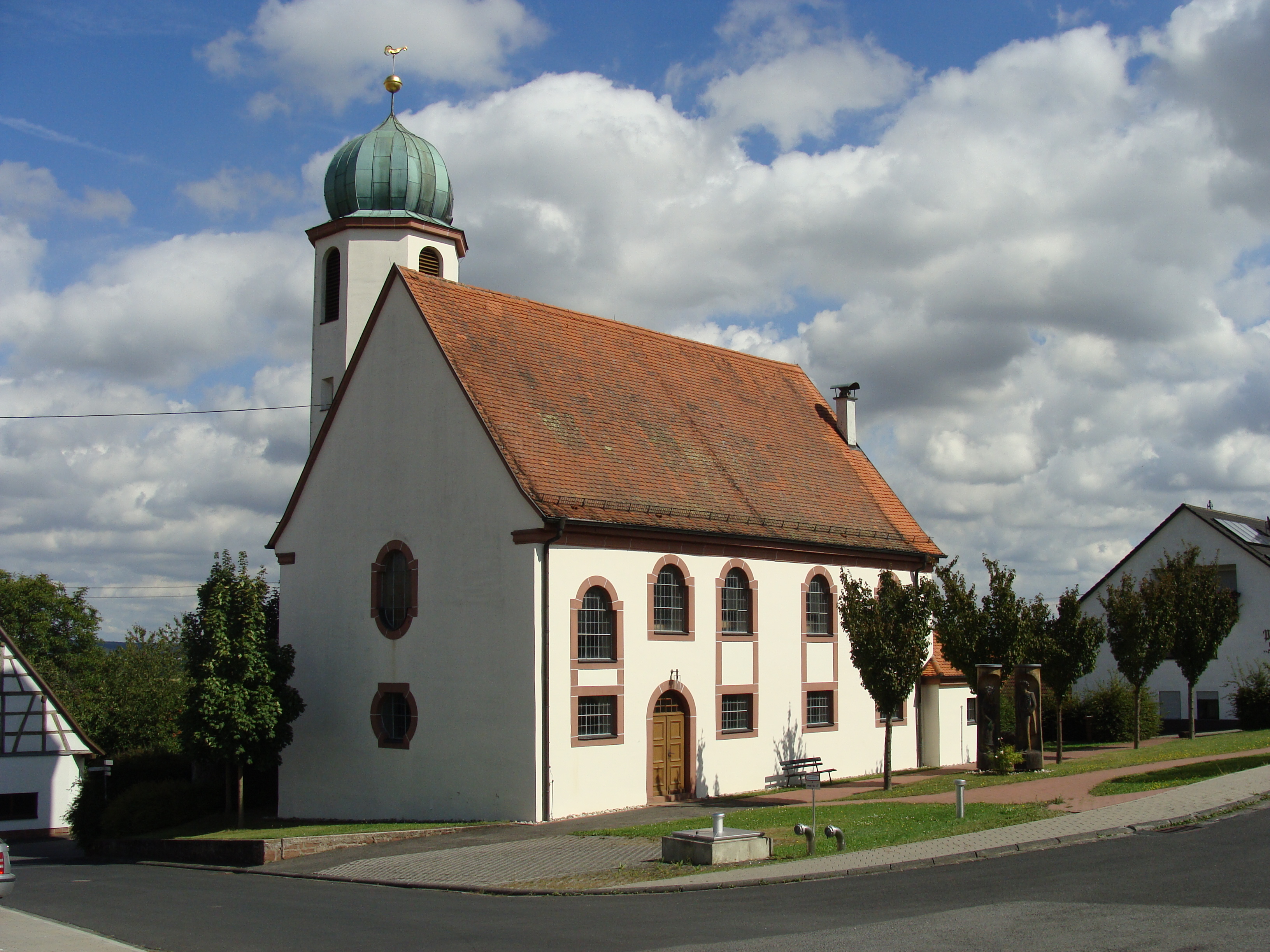
Evangelisch-lutherische Kirche in Glasofen

Mit Stand 31. Dezember 2015 verteilten sich die Konfessionszugehörigkeiten in Marktheidenfeld wie folgt:
- Römisch-katholisch: 5.471 (47 % der Gesamtbevölkerung von 11.639)
- Evangelisch: 2.685 (23 %)
- Sonstige und Konfessionslose: 3.483 (30 %)

Mit Stand 31. Dezember 2021 waren 42 % (4.670 der zirka 11.200) Einwohner katholisch.
Die Ortsteile Altfeld und Michelrieth sind der Hauptsitz der Sekte Universelles Leben (UL).

## Politik

### Bürgermeister
Seit dem 1. Mai 2020 ist der parteilose Thomas Stamm, nominiert durch die CSU, Erster Bürgermeister. Er wurde am 15. März 2020 mit 76,5 % der Stimmen als  Nachfolger von Helga Schmidt-Neder (Freie Wähler; im Amt ab dem 1. Mai 2008) gewählt.
2. Bürgermeister ist Christian Menig (CSU), 3. Bürgermeisterin ist Susanne Rinno (Die Grünen).

### Steuereinnahmen
Im Jahr 2019 beliefen sich die Steuereinnahmen der Gemeinde auf 28.566.000 €, den größten Anteil daran hatte mit 16.687.000 € die Gewerbesteuer.

### Stadtrat

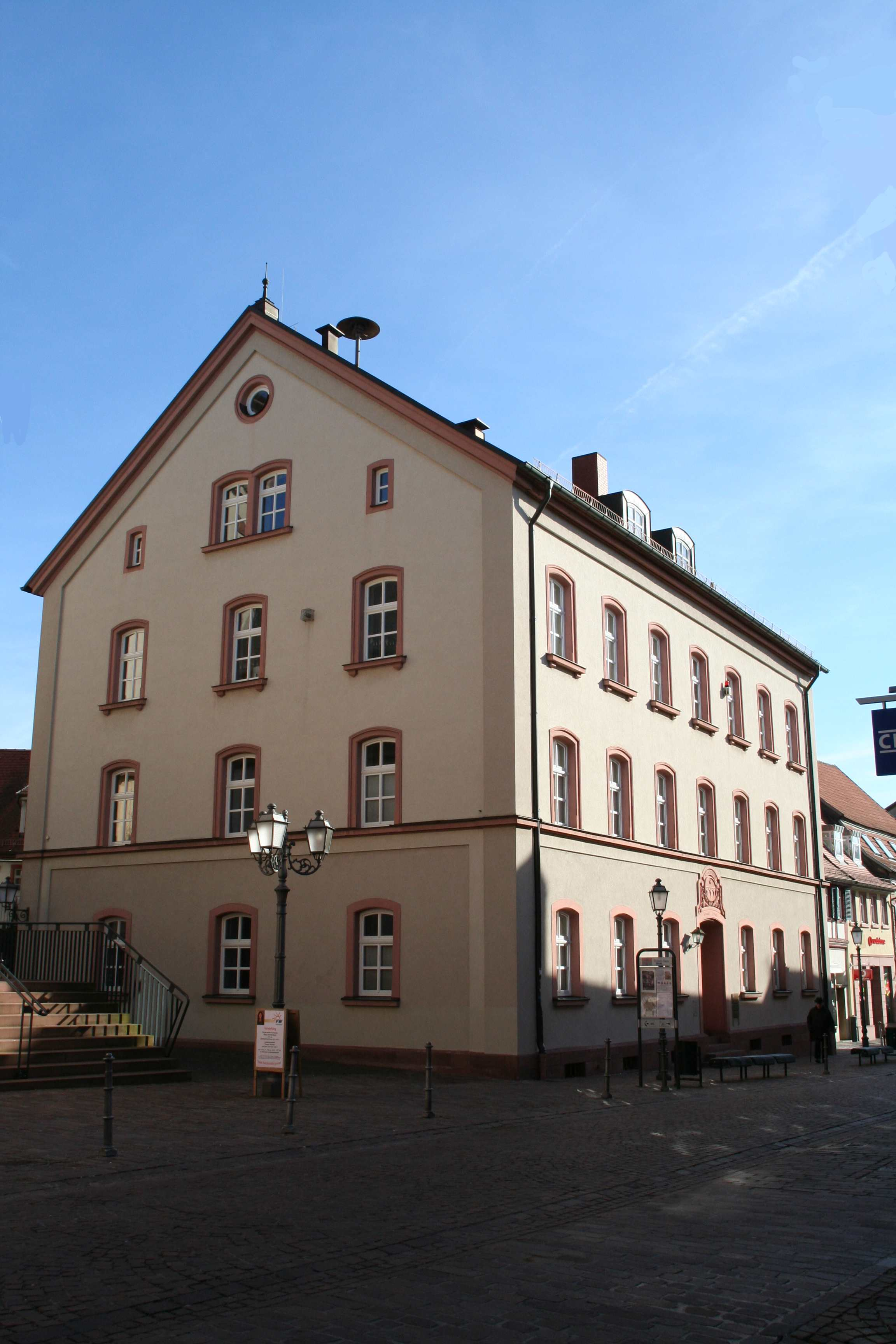
Historisches Rathaus

Der Stadtrat von Marktheidenfeld hat 24 Mitglieder.
| Parteien / Wählergemeinschaften | Parteien / Wählergemeinschaften    | % 2020 | Sitze 2020 | % 2014 | Sitze 2014 | % 2008 | Sitze 2009 | % 2002 | Sitze 2002 |
| ------------------------------- | ---------------------------------- | ------ | ---------- | ------ | ---------- | ------ | ---------- | ------ | ---------- |
| FW                              | Freie Wähler                       | 20,0   | 5          | 39,8   | 10         | 38,5   | 9          | 32,9   | 8          |
| CSU                             | Christlich-Soziale Union in Bayern | 31,6   | 8          | 39,6   | 9          | 36,1   | 9          | 42,0   | 10         |
| SPD                             | SPD Bayern                         | 11,2   | 2          | 20,6   | 5          | 19,7   | 5          | 19,8   | 5          |
| Grüne                           | Bündnis 90/Die Grünen Bayern       | 14,7   | 4          | –      | –          | 5,8    | 1          | 5,3    | 1          |
| proMAR                          | proMAR                             | 22,5   | 5          | –      | –          | -      | -          | -      | -          |
| gesamt                          | gesamt                             | 100,0  | 24         | 100,0  | 24         | 100,0  | 24         | 100,0  | 24         |
| Wahlbeteiligung in %            | Wahlbeteiligung in %               | 59,8   | 59,8       | 57,7   | 57,7       | 61,9   | 61,9       | 61,2   | 61,2       |

### Städtepartnerschaften
- Montfort-sur-Meu (Frankreich), seit 1988
- Pobiedziska (Polen), seit 2007

### Weitere Partnerschaft
Mit Germantown, Ohio (USA), gibt es seit 1979 lockere freundschaftliche Beziehungen.

### Wappen
| Wappen Stadt | Blasonierung: „In Silber über blauen Wellen eine gemauerte rote Brücke mit vier Bogen, überhöht von einem fünfstrahligen blauen Stern.“ |
| Wappen Stadt | Wappenführung seit 1883 |

### Öffentliche Einrichtungen
- Stadtverwaltung Marktheidenfeld
- Verwaltungsgemeinschaft Marktheidenfeld
- Außenstelle des Finanzamts Lohr a. Main
- Außenstellen des Landratsamts Main-Spessart in Karlstadt
(Kfz-Zulassungsstelle, Kreisjugendamt, Staatliches Gesundheitsamt, Kreisbauhof)
- Außenstelle der Autobahn GmbH (Straßenmeisterei in Altfeld)
- Polizeiinspektion Marktheidenfeld
- Freiwillige Feuerwehren Marktheidenfeld, Altfeld, Glasofen, Marienbrunn, Michelrieth, Zimmern

## Infrastruktur, Wirtschaft und Tourismus

### Verkehr
Wasser: Der Main ist eine Bundeswasserstraße erster Ordnung, zuständig das Wasser- und Schifffahrtsamt Aschaffenburg.
Straße: Die Bundesautobahn 3 Nürnberg – Frankfurt verläuft in Ost-West-Richtung und schneidet die in Nord-Süd-Richtung verlaufenden Staatsstraßen 2299 und 2315 im Gemeindeteil Altfeld; die das Stadtgebiet querende Bundesstraße 8 dient als Autobahnzubringer.
ÖPNV: Ein vom Nahverkehr Mainfranken dicht ausgebautes Busnetz verbindet Stadt und Umland. Innerörtlich verkehrt ein Stadtbus auf einer Nord- und einer Südlinie, beide haben den Start- und Zielpunkt ZOB. Im Jahr 2010 wurden über 30.000 Fahrgäste gezählt. Zu den Stadtbustarifen kann man auch mit dem regionalen Linienverkehr von der Kernstadt in die Ortsteile oder umgekehrt fahren.
Luft: Im Stadtteil Altfeld befindet sich das Segelfluggelände Altfeld.
Schiene: Der Personenverkehr auf der Bahnstrecke Lohr–Wertheim wurde am 30. Mai 1976 eingestellt. Die Strecke, die am 1. Oktober 1881 durch die Bayerische Staatsbahn in Betrieb genommen worden war, führte auf der anderen Mainseite an Marktheidenfeld vorbei. Dort war damals der Bahnhof Marktheidenfeld, der größte zwischen den Start- und Endbahnhöfen. Die Strecke selbst war eingleisig, der Bahnhof in Marktheidenfeld hatte jedoch einen großzügigen Güterbahnhof mit Verladerampen und bis zu sieben parallel verlaufenden Gleisen. Auf der Trasse der alten Bahnstrecke verläuft heute großteils der Maintalradweg.

### Geldinstitute
- Sparkasse Mainfranken Würzburg
- Raiffeisenbank Main-Spessart eG
- HypoVereinsbank UniCredit Bank AG

### Unternehmen

#### WAREMA Renkhoff SE
Die Firma WAREMA Renkhoff SE, ein führender Hersteller von Sonnenschutztechnik in Europa, hat seinen Hauptsitz mit allen Tochtergesellschaften in Marktheidenfeld und ist größter Arbeitgeber der Stadt.

#### Procter & Gamble
Der Konsumgüterhersteller Procter & Gamble unterhält ein Werk der Tochterfirma Gillette (Braun), in der elektrische Zahnbürsten hergestellt werden. Sein zentrales Auslieferungslager befindet sich im Ortsteil Altfeld.

#### Sonstige Industrie
Im Gemeindeteil Altfeld, nahe der Autobahn A 3, befinden sich die Gewerbegebiete Schlossfeld, Jöspershecklein und Söllershöhe mit vielen international tätigen Firmen, darunter beispielsweise der Automobilzulieferer HILITE, ein Werk des französischen Konzerns Schneider Electric, der Motorenhersteller Cummins und das Lebensmittelunternehmen Del Monte Foods.
Firmen wie Warema, 1955 in Marktheidenfeld gegründet, Braun, seit 1961 ansässig, und Schleunungdruck, 1949 gegründet, erweiterten mehrfach und schufen Arbeitsplätze in großer Zahl. Es folgten weitere Unternehmen wie Elau (heute Teil von Schneider Electric), Hilite, Okalux, Del Monte und Cummins. Dies brachte der Stadt nicht nur neue Einwohner, sondern auch einen kontinuierlichen Zuwachs an Gewerbesteuereinnahmen.
Das verarbeitende Gewerbe zählte 2019 20 Betriebe mit in der Regel 20 oder mehr Beschäftigten sowie sieben Betriebe des Bauhauptgewerbes und 15 Beherbergungsbetriebe mit zehn oder mehr Gästebetten. Die Zahl der sozialversicherungspflichtig Beschäftigten stieg von 8.471 im Jahr 2006 auf 10.135 im Jahr 2014 und auf 11.765 (in 520 Betrieben) im Jahr 2019. 2019 waren unter den Beschäftigten 6833 (= 58 %) Pendler. Diese hohe Zahl an täglichen Einpendlern zeigt, dass Marktheidenfeld ein Arbeitsplatzzentrum für die Umlandgemeinden und den Verflechtungsbereich der Region darstellt.

### Tourismus

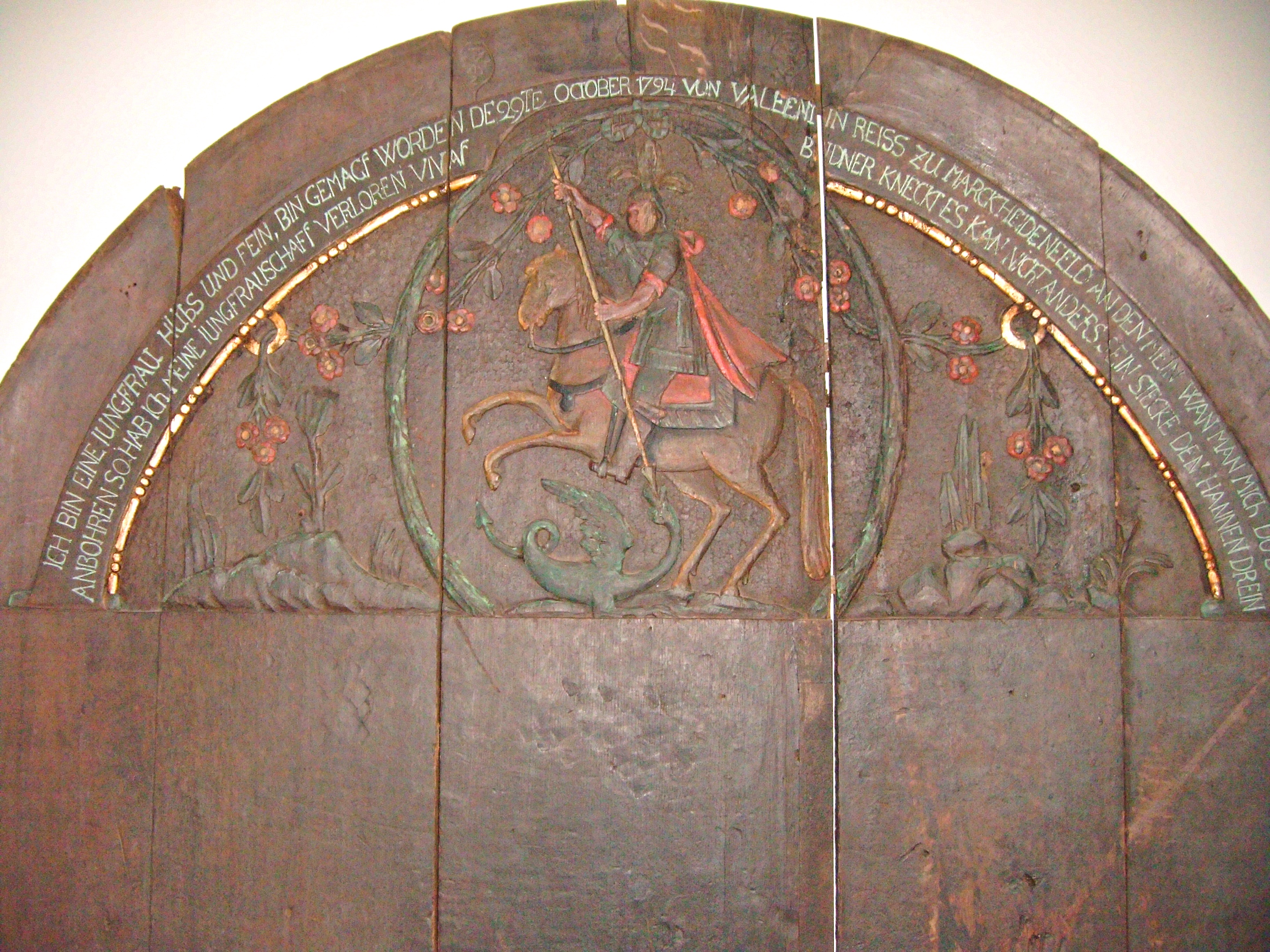
Fassboden mit Bild des Hl. Georg, gefertigt vom Küfer Johann Valentin Reuss (1761–1800) aus Marktheidenfeld, 1794, Historisches Museum der Pfalz, Speyer

Besonders in den Sommermonaten ist die Altstadt ein beliebtes Ziel von Radtouristen, die sowohl über den Main-Radweg als auch über den Main-Tauber-Fränkischen Rad-Achter und das Hafenlohrtal nach Marktheidenfeld gelangen. Zudem halten regelmäßig Flusskreuzfahrtschiffe am Mainufer, wodurch viele Touristen die Stadt am Main kennenlernen. Übernachtungsmöglichkeiten bieten zahlreiche Hotels und Pensionen sowie Campingplätze. Im Jahr 2019 wurden 77.554 Gästeübernachtungen gezählt, davon 22 % von Gästen aus dem Ausland.
Das im Jahr 2012 eröffnete Erlebnisbad Wonnemar musste Ende 2020 wegen Insolvenz der Betreibergesellschaft schließen. Eine Wiedereröffnung ist aufgrund ungeklärter Rechtsfragen nicht in Sicht.

### Landwirtschaft
2016 gab es insgesamt 34 landwirtschaftliche Betriebe mit einer Gesamtfläche von 1728 ha. Nur noch geringe wirtschaftliche, aber große kulturelle Bedeutung hat der Weinbau. Auch wenn in Marktheidenfeld nur noch wenige Menschen vom Weinbau leben, bleibt er für die Selbstwahrnehmung und die lokale Lebensart weiterhin wichtig. Marktheidenfelder Lagen sind der Kreuzberg und der Rebschnittgarten. In den umliegenden Gemeinden Triefenstein (Homburg und Lengfurt) und Erlenbach ist der Weinbau noch von großer Bedeutung.

## Bildung und Kultur

### Bildungseinrichtungen
- Stadtbibliothek Marktheidenfeld (vormals Stadtbücherei Marktheidenfeld)
- Friedrich-Fleischmann-Grundschule, Marktheidenfeld
- Grund- und Hauptschule des Schulverbands Oberndorf, Bischbrunn
- Mittelschule (Hauptschule) am Maradies (mit P-, R-, S- und M-Zweig)
- Staatliche Realschule, Marktheidenfeld
- Balthasar-Neumann-Gymnasium, Marktheidenfeld
- Staatliche Fachoberschule und Berufsoberschule, Marktheidenfeld
- Altenpflege- und Krankenpflegeschule des Landkreises Main-Spessart, Marktheidenfeld
- Förderschulen: St. Kilian und St. Nikolaus, Marktheidenfeld
- Zwei private Musikschulen und das städtische Musikinstitut, Marktheidenfeld
- Volkshochschule Marktheidenfeld

### Kino
Mit dem Movie im Luitpoldhaus gibt es in Marktheidenfeld ein kleines Kinocenter, welches als Neubau 1996 entstanden ist. Es befindet sich in der ebenfalls 1996 neu gebauten Luitpoldpassage, die Geschäfte, Praxen und Gastrobetriebe nahe Innenstadt und Fußgängerzone beherbergt. Nach mehrfachen Erweiterungen wurde es vom Zwei- zu einem Vier-Saal-Komplex ausgebaut und fasst nun über 400 Sitzplätze. Neben aktuellen Blockbustern werden hier regelmäßig Sportveranstaltungen, Reisefilme und Live-Übertragungen aus den großen Theatern der Welt vorgeführt. Einen großen Stellenwert legt das Kino auf regionale Produktionen, welchen auch ein eigenes Filmfestival gewidmet wurde.

### Sehenswürdigkeiten

#### Franck-Haus

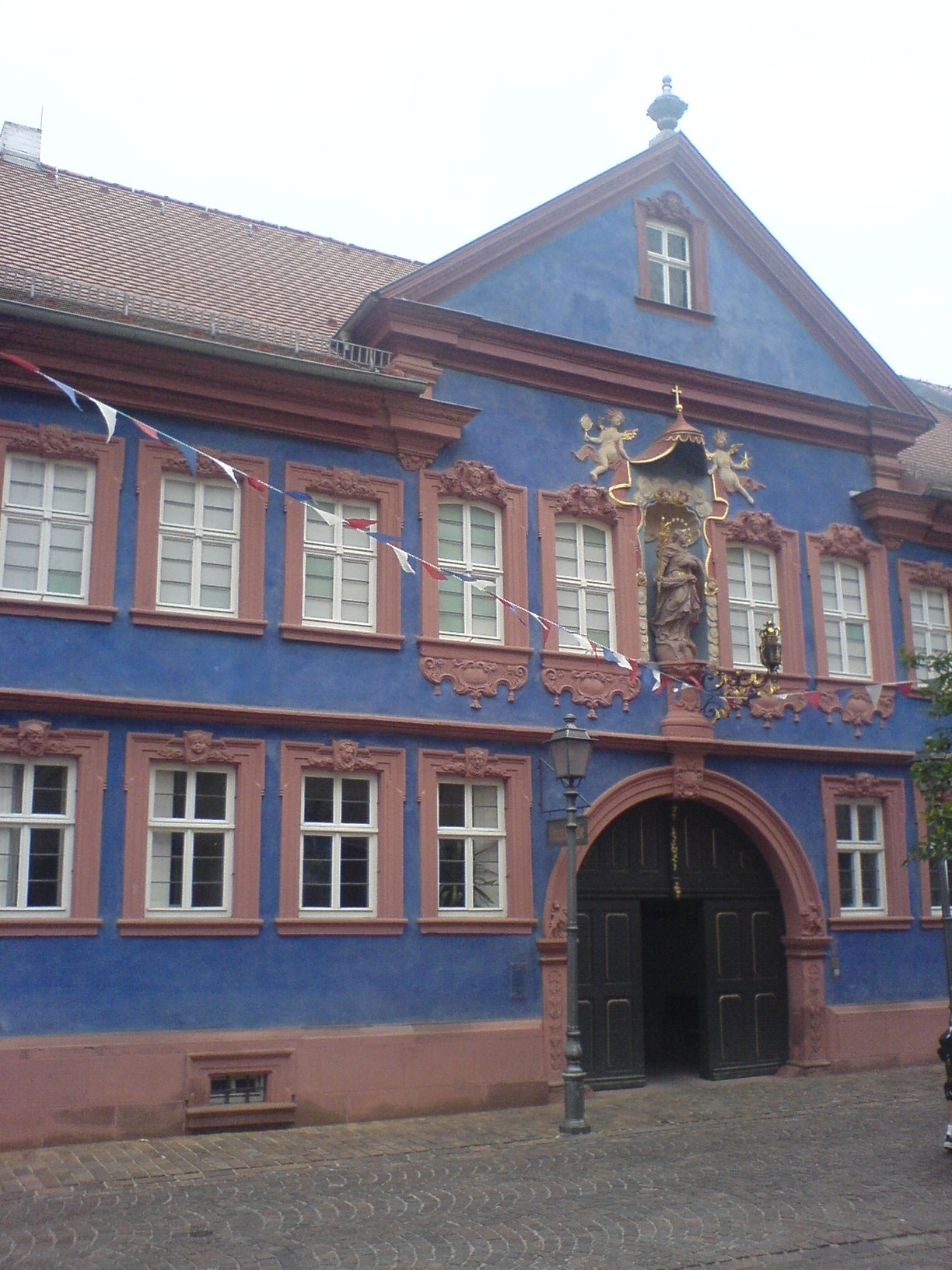
Das Franck-Haus – Außenansicht

Das 1745 errichtete, reich verzierte, smalteblaue Bürgerhaus aus der Barockzeit ist eine der bedeutendsten Sehenswürdigkeiten der Stadt.
Bauherr war der Weinhändler und Kaufmann Franz Valentin Franck (1702–1777). Er verbreiterte zwei schon vorhandene Fachwerkhäuser und vereinte sie mit der Überbauung eines rundbogigen Tores, das in einen Innenhof führt, zu einem Gebäude. Im Sockelgeschoss der um den Innenhof gruppierten Gebäude waren die Weinkontorräume, darüber Wohnungen; später wurde dort ein Festsaal eingerichtet. Daneben gibt es den „Roten Salon“ mit Stuckaturen. 1767 veräußerte Franck das Gebäude, nach mehreren Eigentümerwechseln ist es seit 1987 im Besitz der Stadt, die es von 1994 bis 1998 sanieren ließ.
An der Schaufassade steht unter einem von Engeln getragenen Stuck-Baldachin eine Maria Immaculata aus Sandstein. Sie hält ein vergoldetes Lilienzepter in der Rechten und zertritt die Schlange (Symbol der Erbsünde). Die Keilsteine der Fenster im Sockelgeschoss tragen links vom Portal die vier Erdteile und rechts davon die vier Jahreszeiten. Auf den Kapitellen am Torbogen stehen zwei Löwen mit Schilden, die das Errichtungsjahr 1745 und die Initialen des Bauherrn – FVF – dokumentieren.
Bei der Restaurierung wurde die smalte-blaue Farbe der Fassade, die zur Zeit der Erbauung teuerste Farbe, wiederhergestellt. Heute wird das Haus für Ausstellungen genutzt, im Festsaal finden regelmäßig Trauungen statt.
Vom Hof aus ist der alte Weinkeller mit großen Weinfässern zugänglich. Er datiert von 1620 und ist somit mehr als ein Jahrhundert älter als das Franck-Haus.
Dauerausstellungen sind die „kleinste Bibliothek der Welt“, eine Sammlung von Kleinschreibkunstwerken aus Valentin Kaufmanns Nachlass, die Schauschmiede, eine im Hof eingerichtete alte Schmiedewerkstatt, und ein Informationsraum zu Leben und Werk des Malers und Kunsthandwerkers Hermann Gradl.

#### St.-Laurentius-Kirche
An der St.-Laurentius-Kirche ist seit über 700 Jahren immer wieder gebaut worden. Insgesamt lassen sich vier Bauabschnitte im romanischen, gotischen, barocken und neubarocken Stil unterscheiden. Die Stile der jeweiligen Zeit wurden dabei immer in das alte Bauwerk harmonisch eingebracht.
Mit vielen kunsthistorischen Funden, darunter mittelalterliche Fresken im Chorraum und zwei Grabplatten aus dem 16. Jahrhundert, ist die Kirche wie ein Geschichtsbuch der Stadt. Nach dem Zweiten Weltkrieg goss 1951 die Glockengießerei Otto in Bremen-Hemelingen für die St.-Laurentius-Kirche fünf Bronzeglocken mit den Schlagtönen:  des – es – f – b und einem Gesamtgewicht von rund sechs Tonnen.

#### Weitere Sehenswürdigkeiten

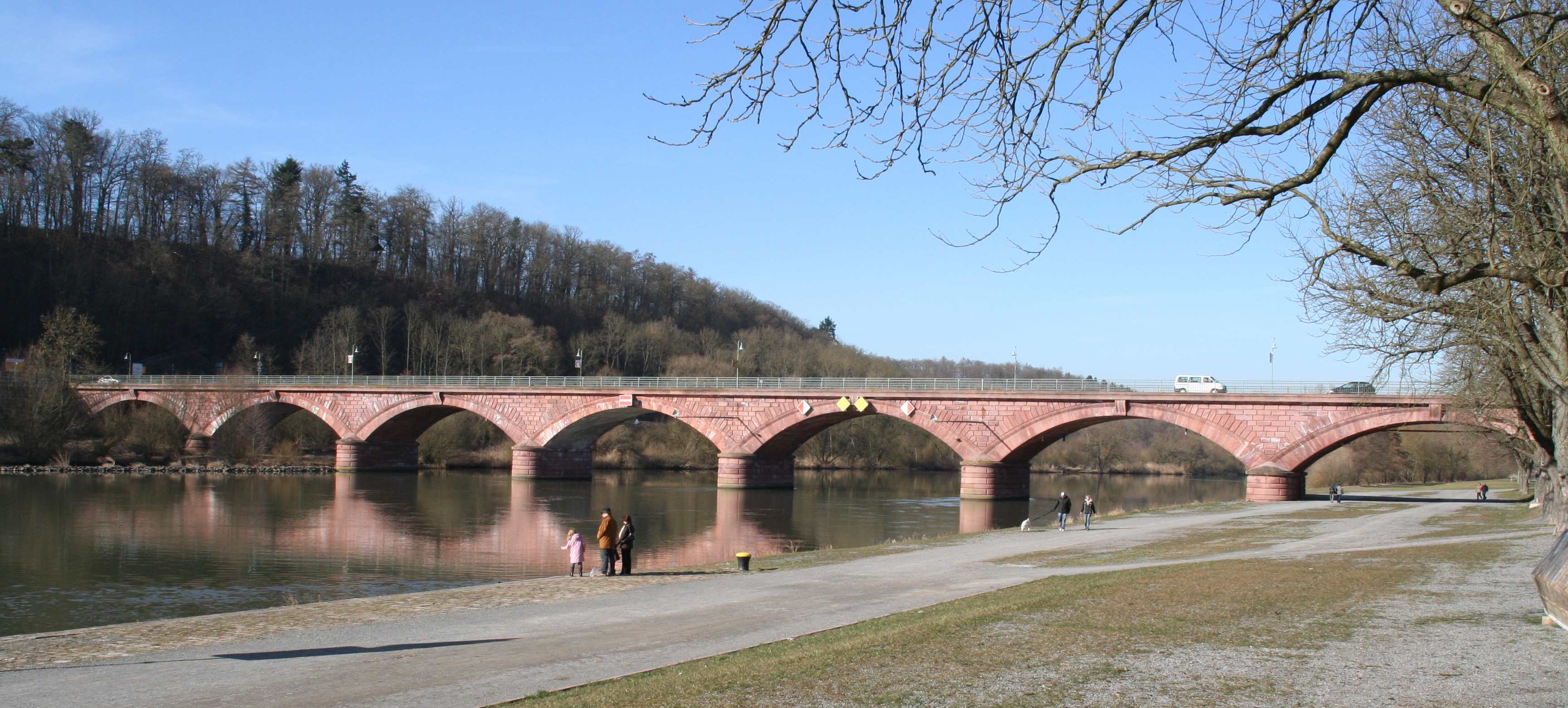
Marktheidenfeld, Alte Mainbrücke
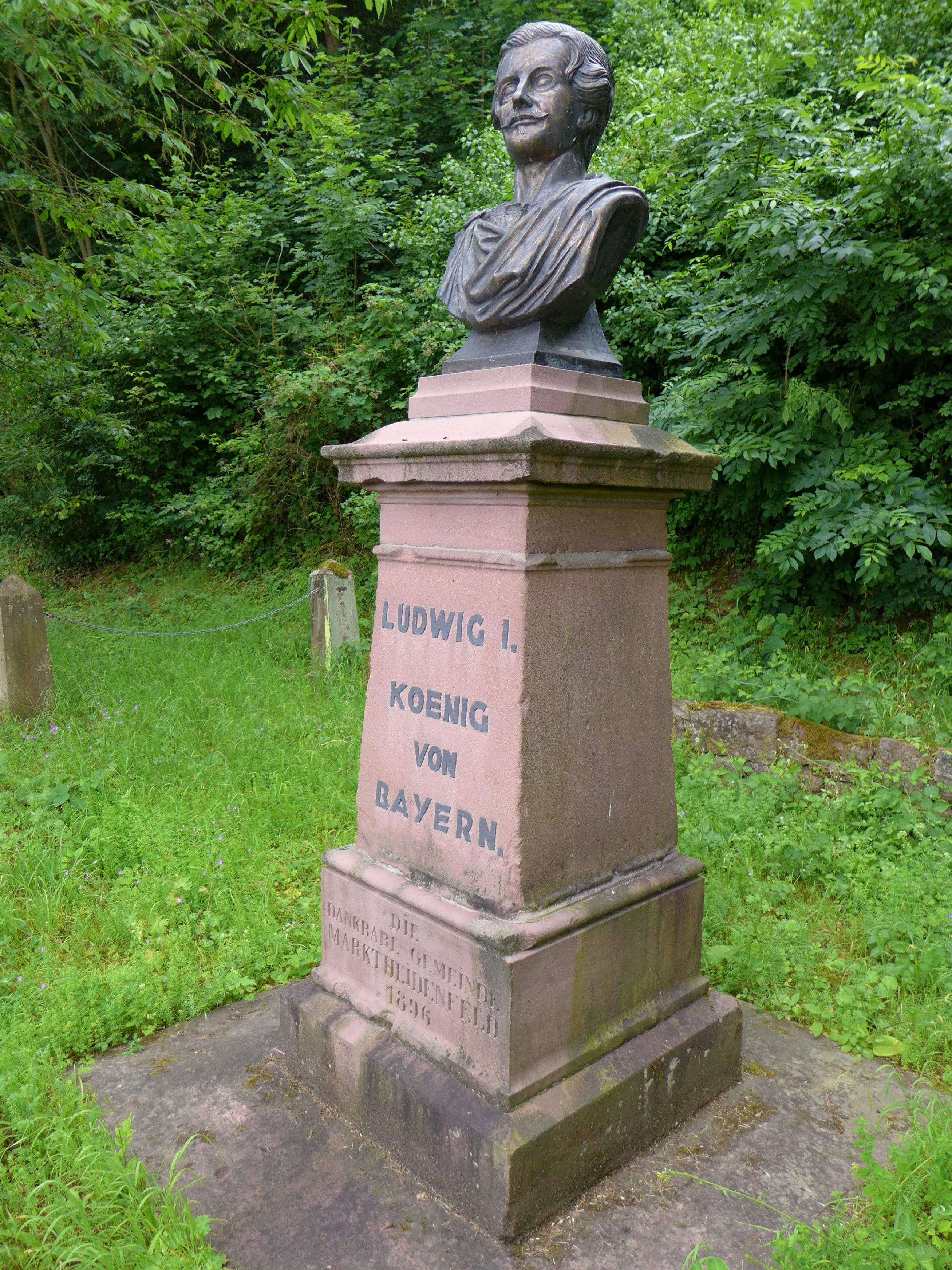
Denkmal der Gemeinde Marktheidenfeld aus dem Jahr 1896 für König Ludwig I. mit erneuerter Bronze-Büste an der Alten Mainbrücke

Die Alte Mainbrücke aus roten Sandsteinquadern wurde Mitte des 19. Jahrhunderts unter der Herrschaft König Ludwigs I. von Bayern erbaut und 1845 eröffnet. Am westlichen Brückenkopf wurde zu Ehren von König Ludwig I. eine Büste aufgestellt, die während des Zweiten Weltkriegs für die Waffenindustrie eingeschmolzen wurde. Nach dem Krieg wurde eine neu Büste errichtet.
Über 150 Jahre später folgte der alten Bogenbrücke die Nordbrücke, eine Stabbogenbrücke mit der seltenen Anordnung von sich kreuzenden Hängern.
Sehenswert sind außerdem die Altstadt mit historischen Fachwerkhäusern, die Mainpromenade, der Marktplatz mit dem Fischerbrunnen und die Kreuzbergkapelle auf dem Kreuzberg, eingeweiht 1890, die über einen Kreuzweg erreicht werden kann.

### Regelmäßige Veranstaltungen
Im Juni und Juli finden mehrere Veranstaltungen statt, darunter das Altstadtfest, die Karibische Nacht, zwei Konzerte im Stadtgärtchen und das traditionelle Waldfest des Kleinkaliber-Schützenvereins, das inzwischen älteste Vereinsfest der Stadt.
Am ersten Augustwochenende veranstaltet der Köhlerverein sein traditionelles Köhlerfest im Stadtteil Glasofen.
Im August findet das zehn Tage dauernde Marktheidenfelder Volksfest, die Laurenzi-Messe, statt. Kern der Veranstaltung ist der Laurenzimarkt, seit 2007 auf dem Festplatz in der Georg-Mayr-Straße am Mainufer. Des Weiteren gibt es noch einen Rummelplatz, das traditionelle Bierzelt und vier verbundene Zelte für die Gewerbeschau.

## Persönlichkeiten
Die Stadt Marktheidenfeld verleiht verschiedene Auszeichnungen an verdiente Persönlichkeiten: die Verdienstmedaille der Stadt, den Ehrenring der Stadt, den großen Ehrenring der Stadt und das Ehrenbürgerrecht. Die Ehrungen werden jedes Jahr am 8. April verliehen.
Folgende Persönlichkeiten sollen hier besonders erwähnt werden:
- Johann Friedrich Anton Fleischmann (1766–1798), Komponist, hier geboren
- Franz Josef Hartlaub (1809–1862), erster Bezirksamtmann von Marktheidenfeld
- Cornel Schmitt (1874–1958), Pädagoge und Komponist, hier geboren
- Hermann Gradl (1883–1964), Landschaftsmaler, hier geboren
- Johann Adam Mohr (1896–1982), Politiker und Reichstagsabgeordneter (NSDAP), hier gestorben
- Willy Schleunung (1917–2007), Unternehmer (Gründer von Schleunung Druck) und Mitglied des bayerischen Senates, hier gestorben
- Hans-Wilhelm Renkhoff (1927–2011), Unternehmer (Mitbegründer der WAREMA Renkhoff SE [Sonnenschutztechnik]), Gründer der Hans-Wilhelm Renkhoff-Stiftung zugunsten der Fachhochschule Würzburg-Schweinfurt, Träger von Bundesverdienstkreuz und Bayerischem Verdienstorden, Ehrenbürger der Stadt Marktheidenfeld und Träger des Ehrenrings der Stadt Marktheidenfeld
- Raymund Schmitt (1930–2001), Verwaltungsbeamter und Politiker (CSU), Präsident des Bezirkstages von Unterfranken
- Armin Grein (1939–2024), Erster Bürgermeister der Stadt Marktheidenfeld, Landrat des Landkreises Main-Spessart (1984–2008), Ehrenbürger der Stadt Marktheidenfeld
- Uwe Lambinus (1941–2019), Bundestagsabgeordneter (1972–1994), ehemaliger Kreis- und Stadtrat, Bundesverdienstkreuz 1. Klasse, Bayerischer Verdienstorden, Ehrenbürger der Stadt Marktheidenfeld
- Sigfried Held (* 1942), ehemaliger deutscher Fußball-Nationalspieler (Vizeweltmeister 1966, WM-Dritter 1970)
- Leonhard Scherg (* 1944), ehemaliger Erster Bürgermeister der Stadt Marktheidenfeld (1984–2008), Altbürgermeister, Ehrenbürger der Stadt Marktheidenfeld
- Peter Kiesewetter (1945–2012), Komponist, hier geboren
- Peter Roos (* 1950), Schriftsteller, hier ansässig
- Roland Matthes (1950–2019), Rückenschwimmer (vierfacher Olympiasieger), lebte hier
- Hartmut Leimeister (* 1957), Koch
- Harald Riegel (* 1965), Physiker
- Kevin De Winter (* 1971), Schlagersänger
- Tanja Hart (* 1974), Volleyball-Nationalspielerin
- Daniela Merk (* 1974), Schlager- und Volksmusiksängerin
- Regina Schleicher (* 1974), Radsportlerin (Weltmeisterin), hier zur Schule gegangen
- René Frank (* 1974), Komponist und Sachbuchautor, hier geboren
- Thorsten Schwab (* 1975), Politiker (CSU), Mitglied des Bayerischen Landtags, hier geboren
- Katja Wölffing (* 1975), Journalistin und Moderatorin, hier geboren
- Tina Landgraf (* 1976 in Cochem), Fernsehschauspielerin, hier zur Schule gegangen
- Benedikt Faust (* 1978), Koch, mit einem Stern im Guide Michelin ausgezeichnet, hier geboren
- Cüneyt Kocabıçak (* 1978), türkischer Fußballspieler und -trainer, hier geboren